# Hassan Wirajuda
Hassan Wirajuda, né le 9 juillet 1948 à Tangerang, est un homme politique indonésien.

## Biographie
Il a été ministre des Affaires étrangères de 2001 à 2009.